# Dammarano
Dammarano  es un triterpeno tetracíclico encontrado en las sapogeninas (formando triterpenoides saponinas ) como los de ginseng ( ginsenósidos  : panaxatriol y protopanaxadiol ).